# Унечская волость
Уне́чская волость — административно-территориальная единица в составе Клинцовского уезда, существовавшая в 1920-х годах.
Центр — рабочий посёлок (ныне город) Унеча.

## История
Волость была образована путём слияния Павловской и частично Кулагской, Ляличской и Голубовской волостей.
В 1929 году, с введением районного деления, волость была упразднена, а на её территориальной основе был сформирован Унечский район Клинцовского округа Западной области (ныне в составе Брянской области).

## Административное деление
По состоянию на 1 января 1928 года, Унечская волость включала в себя следующие сельсоветы: Алёновский, Белогощенский, Будо-Вовницкий, Добрикский, Дубиновский, Ельнянский, Коробоничский, Красновичский, Лавский, Неждановский, Павловский, Песковский, Песчанский, Писаревский, Робчикский, Слободоселецкий, Старогутянский, Судынский, Шапочский, Шулаковский.